# Tháng chín
Tháng chín là tháng thứ chín theo lịch Gregorius, với 30 ngày.

## Những sự kiện trong tháng 9
- Ngày 2 tháng 9: Ngày Quốc khánh của Việt Nam (Independence Day of Vietnam)
- Ngày 7 tháng 9: Ngày thành lập Đài Tiếng nói Việt Nam (1945); Ngày phát sóng chương trình truyền hình đầu tiên của Đài Truyền hình Việt Nam (1970)
- Ngày 8 tháng 9: Quốc tế xóa nạn mù chữ (International Literacy Day)
- Ngày 15 tháng 9: Ngày Quốc tế Dân chủ (International Day of Democracy)
- Ngày 16 tháng 9: Ngày Quốc tế Bảo vệ Tầng ôzôn (International Day for the Preservation of the Ozone Layer)
- Ngày 21 tháng 9: Ngày Quốc tế Hòa bình (International Day of Peace) (trước đây là ngày khai mạc Đại hội đồng Liên hợp Quốc)
- Ngày 21 tháng 9: Ngày Thu phân
- Ngày 23 tháng 9: Ngày Nam bộ kháng chiến, chiến tranh Việt Nam

(Autumnal Equinox Day)
- Ngày 28 tháng 9: Ngày Hàng hải Thế giới (World Maritime Day)